# Habushu
Habushu (japanisch ハブ酒, auch als Habu-Sake oder Okinawa-Schlangenwein verkauft) ist ein Schlangenschnaps. Diese Art alkoholischer Getränke zeichnet sich durch die Besonderheit aus, dass sich in der Flasche der Körper einer Schlange befindet. Für Habushu wird die Habu-Schlange Protobothrops flavoviridis – eine Spezies aus der Unterfamilie der Grubenottern –  verwendet, die auf den japanischen Ryūkyū-Inseln endemisch lebt. Das Getränk wird in der Präfektur Okinawa hergestellt.

## Herstellung

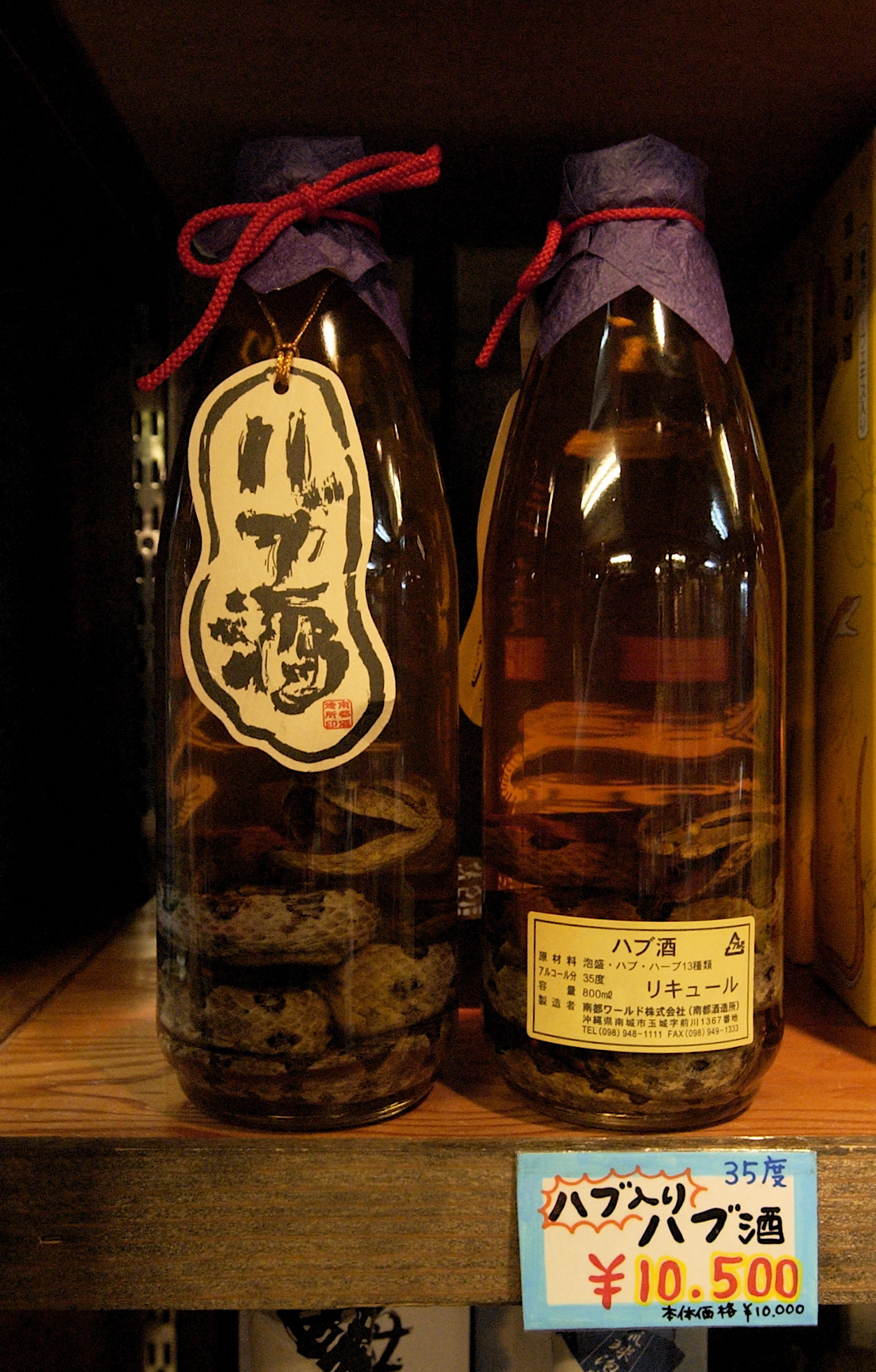
Habushu-Flaschen im Geschäft mit darin eingelegten Habu-Schlangen

Als Basis für Habushu dient der Awamori-Schnaps, ein Destillat aus japanischem Langkornreis. Dieser wird mit Kräutern und Honig versetzt, was zu einer goldgelben Färbung führt. Danach wird eine Schlange in den Schnaps gelegt, bis dieser verkauft wird. Das Tier wird vom Hersteller auf verschiedene Arten zubereitet: Eine Methode ist, es im Alkohol zu ertränken und in der Flasche zu versiegeln. Eine andere Möglichkeit ist, das Tier mit Eis zu betäuben, auszunehmen und in Ethanol einzulegen. Hier wird die Schlange in eine 59%ige alkoholische Lösung für etwa 40 Tage eingelegt und danach in eine 35%ige Awamori-Mischung gegeben. Die zweite Methode soll den strengen Eigengeruch des Getränkes vermindern, da die Innereien zuvor entfernt werden. Der Awamori wird je nach Rezept häufig mit zerstampftem Reis und einem Schimmelpilz versetzt, bevor er zum Reifen ins Lager gebracht wird. Je nach Marke befindet sich bei Verkauf das Tier noch in der Flasche, andere verkaufen lediglich den Schnaps.

## Die Schlange
Unter dem lateinischen Namen Trimeresurus flavoviridis zählt die Habu-Schlange zur Gattung der Bambusottern, welche den Grubenottern unterstehen. Die genaue Systematik der Grubenottern ist jedoch noch Gegenstand aktueller Forschung. Laut letztem Stand ist die Habu-Schlange als Protobothrops flavoviridis unter der Gattung Protobothrops klassifiziert, ebenfalls Teil der Unterfamilie der Grubenottern.
Habus sind Giftschlangen und leben auf den Ryukyu-Inseln, darunter auf Okinawa und Amami. Deren Gift führt nach einem Biss zu Symptomen wie Blutdruckabfall, Erbrechen und Lähmungserscheinungen und kann in manchen Fällen auch tödlich verlaufen.
Die größten Verkäufer von Habushu verwenden an die 5000 Habu-Schlangen jährlich. Wenn die Tiere in Alkohol eingelegt werden, soll sich das Gift mit der Zeit inaktivieren und zum Genuss tauglich werden. Im Volksglauben soll der Schnaps anregend auf die Libido wirken, da die Schlange angeblich einen bis zu 26-stündigen Paarungsakt aufrechterhalten soll.